# Dasyphyllum excelsum
Dasyphyllum excelsum es una especie de árbol endémico de Chile, denominado tayú del norte, palo santo, tunilla y  buyi. 

## Descripción
Es un árbol perenne siempreverde de 12-15 m de alto, fuste recto y cilíndrico, de corteza blanda, grisácea y con fisuras longitudinales profundas. Tallos jóvenes cubiertos por pelos blanquecinos. Tiene hojas  alternas, coriáceas, de color verde oscuro, con borde entero y pubescente, forma elíptica aovada con el  ápice  agudo que termina en un  mucrón, base  cuneada o  redondeada, glabras en ambas caras cuando adultas, densamente pubescentes cuando jóvenes. Dotadas o no de 2 espinas (estípulas modificadas) caducas, en la base de las hojas. 
Se conocen dos grandes áreas donde se le encuentra, la meridional desde Molino Viejo (VII Región) hasta Pichilemu (R. del L. B. O'Higgins), la septentrional desde el Valle de Casablanca hasta el cerro La Campana. 
Es una especie poco frecuente, propia de las partes más húmedas dentro del bosque esclerófilo, siempre en quebradas. Tiende a formar masas puras. Uno de los mejores lugares donde observarla es en el sector Granizo del Parque Nacional La Campana, en la (Región de Valparaíso).  Se piensa que la distribución actual de la especie es solo una fracción de la que habría tenido en el pasado. Actualmente está considerada en la categoría de “vulnerable” entre las plantas amenazadas de extinción. 
Junto al trevo (Dasyphyllum diacanthoides), también endémico, son los únicos árboles del género Dasyphyllum en Chile (familia Asteraceae, subgénero Archidasyphyllum).

## Taxonomía
Dasyphyllum excelsum fue descrita por (D.Don) Cabrera y publicado en Revista del Museo de La Plata (Nueva Serie), Sección Botánica 9(38): 46. 1959.
Etimología
Dasyphyllum nombre genérico que proviene del griego y significa "hojas peludas".
excelsum: epíteto latíno que significa "alto"
Sinonimia
- Chuquiraga excelsa D.Don	basónimo
- Flotovia excelsa (D.Don) DC.
- Piptocarpha excelsa (D.Don) Hook. & Arn[4]